# 新加坡日佔時期
新加坡日據時期（英語：Japanese occupation of Singapore），也稱新加坡日佔時期，是指第二次世界大戰太平洋戰爭時大日本帝國佔領新加坡的時期：由1942年2月15日海峽殖民地政府投降起，至1945年9月12日在新加坡政府大厦舉行日军無條件投降儀式为止。
新加坡原為英國殖民地。1941年12月7日，日本偷襲珍珠港，並展開對東南亞的侵略。日軍在1942年1月31日佔領整個馬來半島，英方開始新加坡保衛戰。1942年2月15日農曆新年當日，駐新加坡英軍向日軍投降，日佔時期開始。日本佔領新加坡後，日军將領「馬來之虎」山下奉文將之改名為昭南島（意指南方光明之島，或昭和天皇在南洋获取的領土）。在行政上，新加坡则成為大日本帝國的一部分，為「昭南特別市」。因此，新加坡日據时期也称为昭南時代。

## 日本占領
白思華中将在1942年2月15日（农历新年）向大日本帝国陆军的陸軍大將山下奉文投降。约130,000名印度、澳大利亚和英国士兵成为战俘，许多被遣送到缅甸、日本、朝鲜、满洲国興建铁路。部分關押在樟宜監獄且在囚禁中死亡，還有俘虜被日軍用「地獄船」載到其它地區勞役，比如修建泰緬鐵路或到北婆羅洲山打根（Sandakan）進行死亡行軍，有些人在海運途中喪生。被俘虜的印度士兵中有大約30,000人加入支持印度獨立的印度國民軍，其中約7,000人於緬甸戰役中與盟軍作戰，其餘的在樟宜幫日軍看守俘虜。同年2月18日，日本佔領當局宣布将新加坡改稱为“昭南”。軍政府時期结束后，「昭南占領地政府」正式成立，由大達茂雄担任第一任昭南特别市市长，内藤宽一是第二任市长。

### 傷亡
在馬來亞和新加坡為期70天的戰役中，盟軍一共有8,708人陣亡或受傷，130,000人被俘，日軍一共有9,824人傷亡。

### 肅清
日軍佔領新加坡後，第25軍被分配到菲律賓、新幾內亞等其它戰線，留守新加坡的主要軍事機構是日軍憲兵隊。當時因為中日兩國正在交戰，日軍認為新加坡和馬來亞一帶的華人對其統治構成威脅，同時也想對之前參加過抗日活動的華人以及任何持有反日情緒的人進行報復，因此大量地集中了當地華人，「檢證」其中的親英或反日人士，在肅清大屠殺中殺害了25,000至55,000名年齡介於18歲至50歲之間的男性華人。這些遇害者被日軍帶到島上的荒蕪地點和偏遠地區，如樟宜海灘（Changi Beach）、榜鵝（Punggol）和實乞納（Siglap），用機關槍或步槍系統化地射殺。新加坡的其它種族也未能倖免。在接下來的3年8個月內，新加坡居民在日軍的統治下遭受了巨大苦難。

### 物资短缺

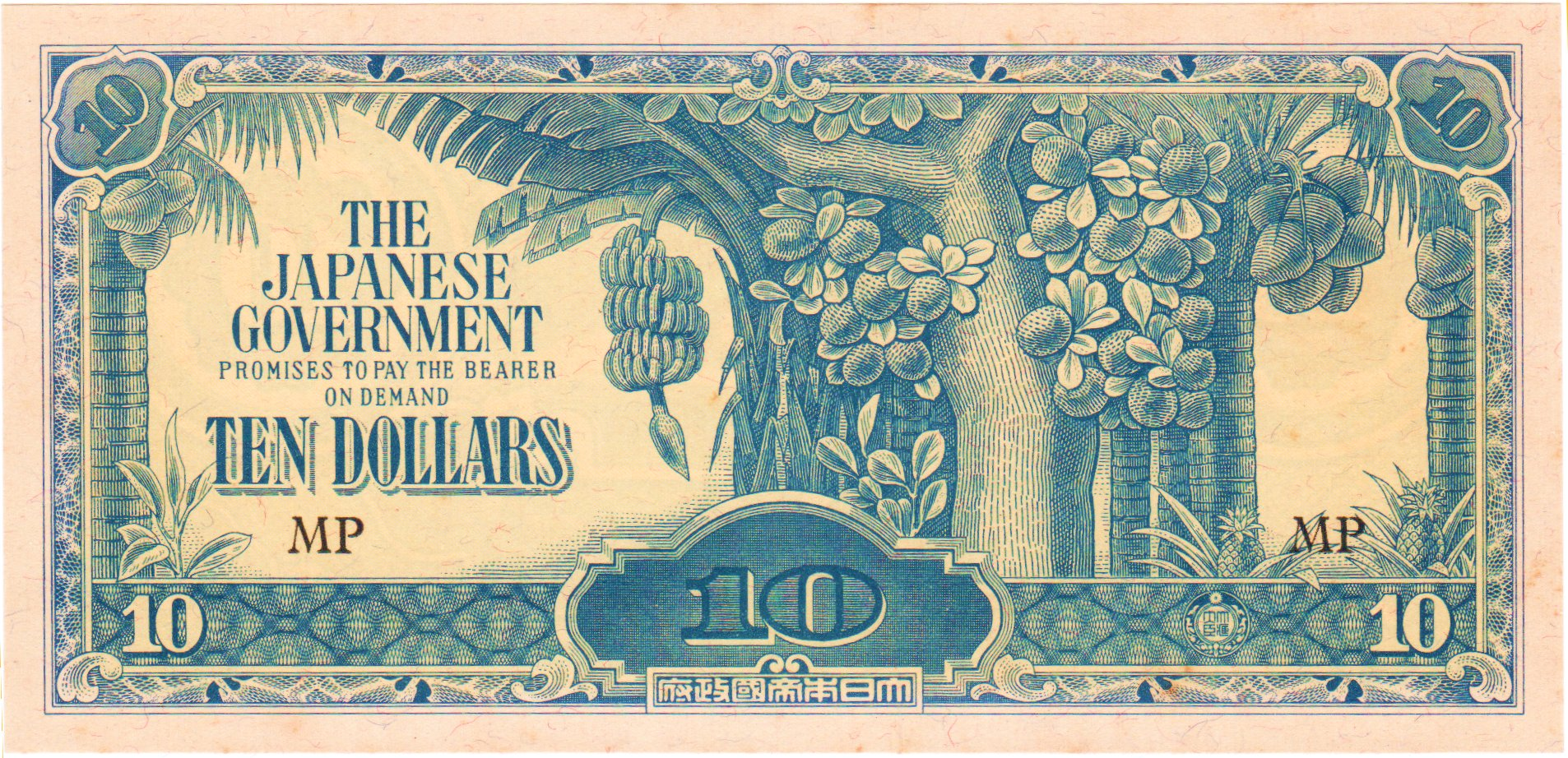
十元面额的香蕉票

### 教育
1942年，英軍投降後，為推廣日語，日軍開辦昭南日本学園。阮斐娜在她的著作《帝國的太陽下：日本的台灣及南方殖民地文學》中提到日軍在東南亞的日語推廣，新加坡最為成功。此外，日軍亦設立「昭南第一日本人學校」（今新加坡日僑學校）。
1943年7月1日起，日軍為加強日語普及，禁止英語的各類通信，包含明信片與書信。僅有學務用書和軍方認可的書可以使用英文。

## 佔領的結束
自占領後，新加坡盟軍一直干擾日軍的攻擊目標。1943年，英軍發動杰維克行動(Operation Jaywick)，即日方的昭南港爆破事件，摧毀日軍港口船隻。另一方面，林謀盛等人為盟軍在新加坡建立情報網。1944年至1945年間，新加坡受美軍轟炸。
1945年，原英軍計畫9月發動急潮行動，但日本在遭受兩顆原子彈打擊後投降，故計畫作罷。隨著日本的投降，佔領結束。
1945年9月12日，日本軍政府在政府大廈舉行無條件投降儀式後，新加坡正式回歸大英帝國殖民地政府的統治。戰後，隨著非殖民化運動和民族主義的發展，當地居民政治情緒日益高漲，有些人開始認為英國殖民地政府不再有能力管轄和保衛海峽殖民地。

## 爭議
2017年2月，新加坡的一個紀念二次世界大戰的展覽館，因名稱使用了日本占領期間稱呼新加坡的名稱「昭南」（Syonan），引發公眾抗議。新加坡資訊部長雅國指出「這絕非我們的用意（引發傷痛），我為名稱帶來的傷痛道歉；我們必須尊重曾於日本占領期間遭逢不幸、失去親屬者的感受。」，而將名稱改為「日據」（Japanese Occupation）。

## 影视作品
电视剧
- （英文）The Heroes（1988年）澳大利亚与英国合制
- （中文）烈血青春（1991年）新加坡
- （英文）Heroes II: The Return（1991年）澳大利亚
- （中文）曲终魂断（1996年）新加坡
- （中文）和平的代价（1997年）新加坡
- （中文）何日军再来（2001年）新加坡
- （英文）A War Diary 战争日记（2001年）新加坡
- （英文）樟宜（2001年）澳大利亚
- （中文）星月传奇 Echoes of Time (2015）新加坡
- （中文）灵魂摆渡·南洋传说 (2021）新加坡与马来西亚合制

电影：
- （日語）南十字星(1982年)日本與澳大利亞合制

## 纪念建筑与历史遗址
- 日本占领时期死难人民纪念碑
- 克兰芝阵亡战士公坟
- 樟宜监狱博物馆
- 乌节路的基督教青年会
- 亚历山大医院
- 旧福特汽车工厂
- 昭南神社